# Ветрник
Ветрник (словен. Vetrnik) — поселення в общині Козє, Савинський регіон, Словенія. Висота над рівнем моря: 652,2 м. 